# Autostrade in Slovacchia

Mappa della rete autostradale slovacca

Le autostrade in Slovacchia costituiscono una rete di strade a scorrimento veloce che uniscono le varie regioni del paese.
I percorsi autostradali sono segnalati con cartelli di colore verde (ma il segnale di inizio autostrada è blu) e non sono interrotte da barriere autostradali. Il pedaggio avviene tramite il pagamento di una vignetta. Normalmente le autostrade sono a due carreggiate separate con due corsie per senso di marcia; il limite di velocità è di 130 km/h.

## Autostrade
- D1 Bratislava - Záhor
- D2 Brodské - Bratislava
- D3 Hričovské Podhradie - Skalité
- D4 Bratislava (Jarovce - Devínska Nová Ves)